# Villa Settefinestre
La Villa Settefinestre est un site archéologique situé entre Capalbio et Orbetello, dans la province de Grosseto en Toscane,.

## Description
Cette villa romaine est surtout connue pour avoir été  dirigée par des esclaves de la fin de la République romaine, fouillée en 1976-81.
Ce fut l'une des premières grandes villas romaines à être fouillée et publiée de manière approfondie, et les fouilles archéologiques exemplaires furent le point de départ de la nouvelle phase de l'archéologie de terrain fondée sur la science en Italie qui conduisit à une étude plus détaillée de l'histoire de l'occupation de la région. Elle est également importante comme exemple des villas décrites dans les textes anciens de Varron et Columelle.
La villa était située dans la Colonie romaine de Cosa, une colonie latine fondée en 273 av. J.-C. La zone était reliée à Rome par la Via Aurelia à partir d'environ 241 av. J.-C. Après la deuxième guerre punique (218 à 201 av. J.-C.), au cours de laquelle Hannibal avait semé la dévastation à travers l'Italie, les riches achetèrent à la fois les terres publiques et les petites fermes. Comme beaucoup de colonies latines, Cosa a également souffert d'une crise lors des guerres civiles romaines et s'est dépeuplée. Dans le cadre de la redistribution des terres, un groupe de grandes villas ont été rassemblées dans la zone, gérées par des travailleurs esclaves comme les latifundia, domaines typiques du sud de l'Italie.
La villa a été construite sur un site antérieur vers 40-30 av. J.-C. par la famille locale Sestii. Elle prospéra au début du Ier siècle et fut agrandie d'un grand cryptoportique pour supporter une plate-forme en terrasses de 44 sur 44 m.
À l'époque de Trajan, la villa subit une importante transformation ; l'appartement d'invités est devenu le logement d'un procureur avec entrée séparée, toutes les zones de production ont été déplacées tandis qu'à l'extérieur de grands bains ont été construits dans une partie des jardins. Une porcherie et des quartiers d'esclaves agrandis ont été ajoutés.
La villa prospéra encore à l'époque des Antonins jusqu'en 175 environ, après quoi les terres finirent probablement dans le domaine impérial et les bâtiments connurent un lent et progressif déclin.
La villa a été refortifiée plus tard et a été à nouveau reconstruite en villa au sens plus moderne du terme au XVe siècle. La villa a été rénovée dans les années 1970 en tant que propriété de vacances de luxe avec les ruines ouvertes au public et incorporées de manière pittoresque dans le plan du jardin.
La villa semble décrire le modèle idéal de Varron, avec sa subdivision en pars urbana, rustica et fructuaria. La partie privée de la pars urbana était luxueusement décorée et centrée autour d'un péristyle tandis que les chambres d'hôtes et la pars rustica étaient construites autour d'un atrium et avaient un sol en mosaïque.
Elle a été construite sur au moins deux terrasses, encore visibles, avec des jardins en bas et la villa principale sur la terrasse au-dessus soutenue par un cryptoportique. Un élément inhabituel visible aujourd'hui est le mur inférieur de la terrasse avec des tours étroites comme dans une fortification, une spécialité locale commune à d'autres villas voisines comme celle de "Le Colonne".
Le produit commercial de la Villa romaine Settefinestre était le vin. Une fresque trouvée sur le site a été récemment restaurée et était exposée à la Polveriera Guzman (it) d'Orbetello.
Outre la villa de Settefinestre, il existe des vestiges de villas contemporaines comparables à Le Colonne (Capalbio) et à La Provincia, et de nombreux vestiges de bâtiments romains à proximité.

## Galerie

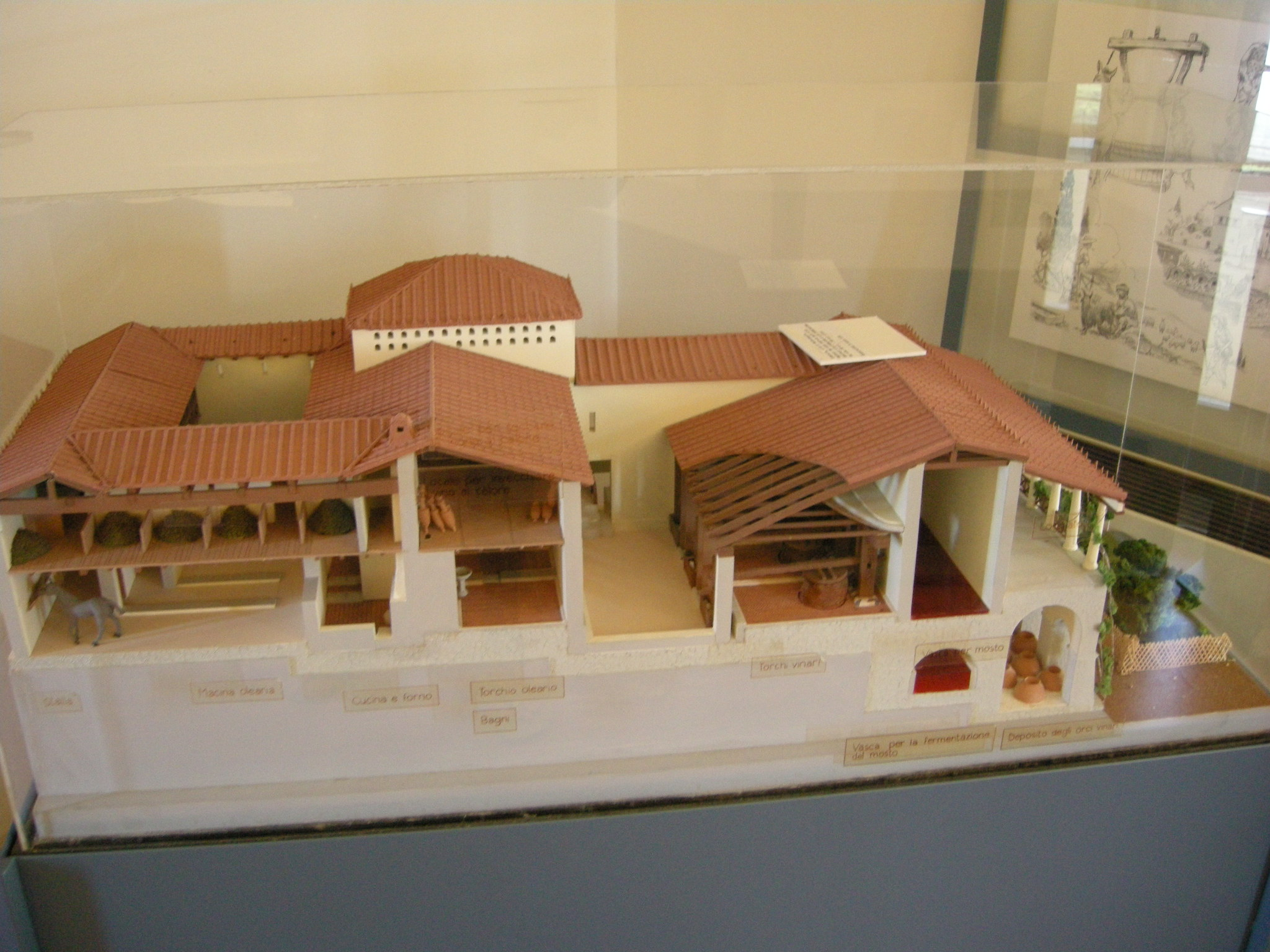
Maquette du musée archéologique de Rosignano Marittimo
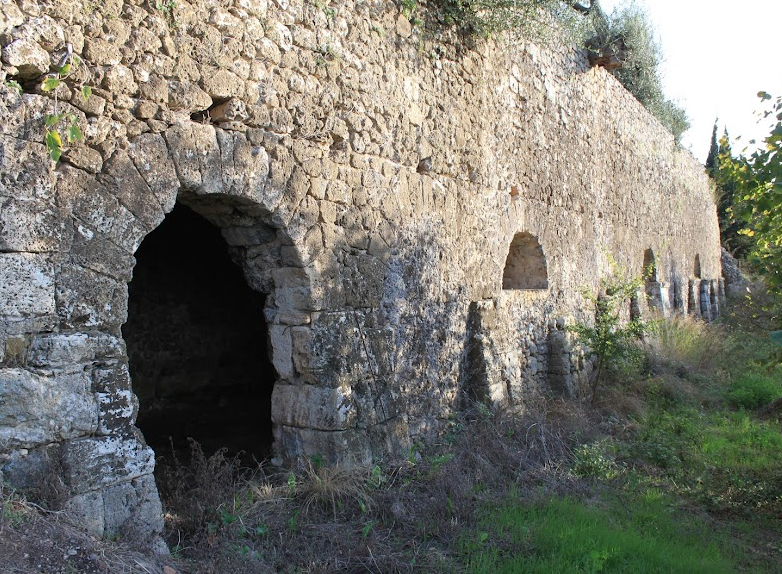
Cryptoportique
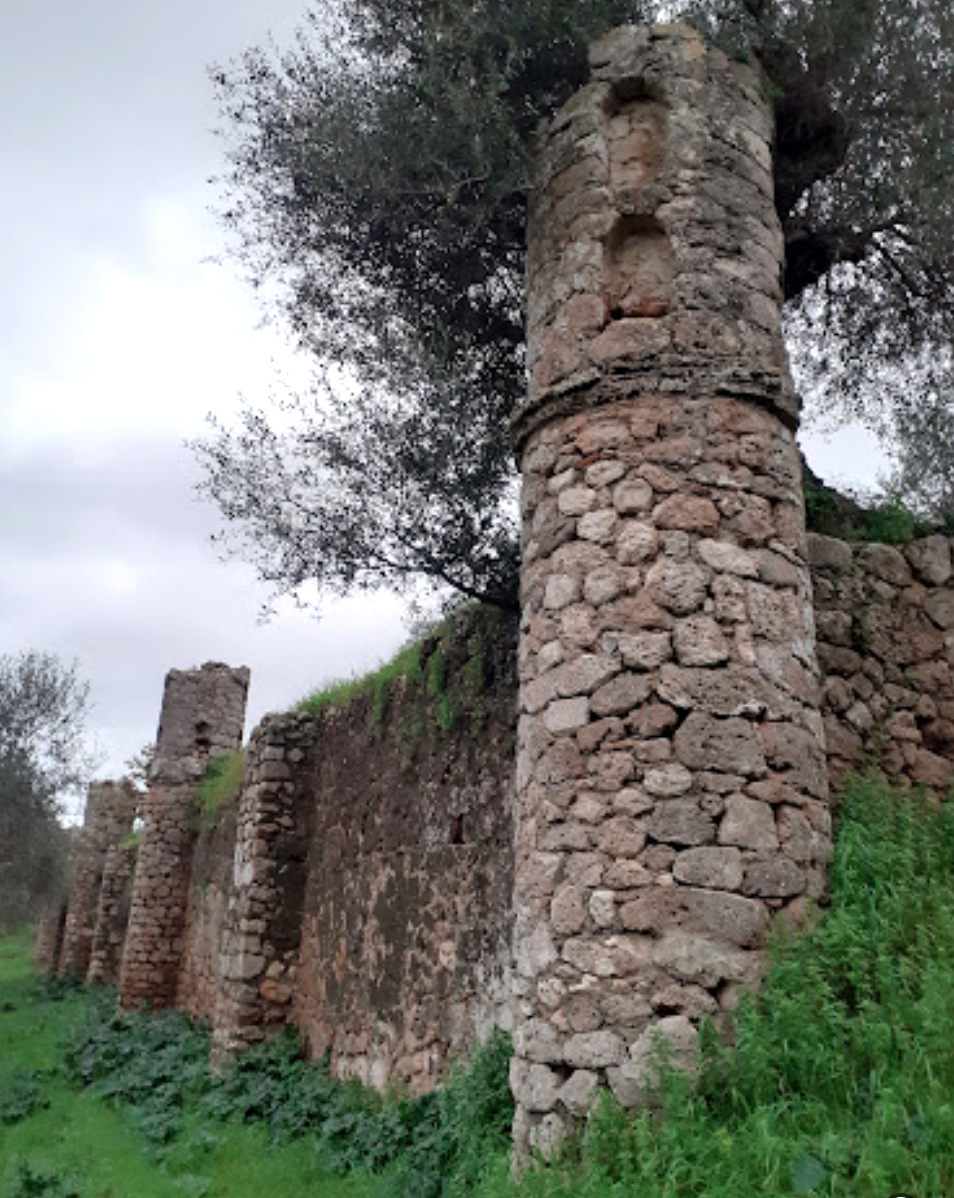
Mur de la terrasse